# Manchester City Football Club 1898-1899
Questa pagina raccoglie i dati riguardanti il Manchester City Football Club nelle competizioni ufficiali della stagione 1898-1899.

## Maglie
| Casa |

## Rosa
| Ruolo | Nome             |
| ----- | ---------------- |
| P     | Tommy Chappell   |
| P     | Charlie Williams |
| D     | Di Jones         |
| D     | Dick Ray         |
| C     | Stuart Munn      |
| A     | Walter Bowman    |
| A     | Billie Gillespie |
| A     | Billy Meredith   |
| A     | Bill Smith       |
| A     | Jimmy Whitehead  |
| A     | Fred Williams    |
| --    | Andrew Cowie     |
| --    | George Dougal    |
| --    | Billy Holmes     |
| --    | Bobby Moffatt    |
| --    | Thomas Read      |
| --    | Jimmy Ross       |
| --    | S. Smith         |